# Gare de la Polyclinique
Gare de la Polyclinique vasútállomás Franciaországban, Furiani településen.

## Vasútvonalak
Az állomást az alábbi vasútvonalak érintik:
- Bastia-Ajaccio-vasútvonal

## Kapcsolódó állomások
A vasútállomáshoz az alábbi állomások vannak a legközelebb:
- Gare d’Erbajolo
- Gare de La Rocade
- Gare de Furiani